# مارک بریزتو
مارک بریزتو (انگلیسی: Mark Bristow؛ زادهٔ ۸ ژوئیهٔ ۱۹۶۲) دوچرخه‌سوار اهل بریتانیا است.
وی در مسابقات کشوری و بین‌المللی در مجموع برندهٔ ۲ مدال طلا شده‌است.